# Чёрная (приток Медведицы)
Чёрная — река в России, протекает в Волгоградской области. Исток реки расположен в 2 км севернее села Олейниково. Устье реки находится в 221 км по правому берегу реки Медведица. Длина реки составляет 41 км, площадь водосборного бассейна 336 км².

## Данные водного реестра
По данным государственного водного реестра России относится к Донскому бассейновому округу, водохозяйственный участок реки — Медведица от впадения реки Терса и до устья, речной подбассейн реки — Дон между впадением Хопра и Северского Донца. Речной бассейн реки — Дон (российская часть бассейна).